# Mobile Suit Gundam 0083: Stardust Memory
Mobile Suit Gundam 0083: Stardust Memory (яп. 機動戦士ガンダム0083 STARDUST MEMORY кидо: сэнси гандаму дабуруо:эйти:сри: сута:дасуто мэмори:, «Мобильный воин Гандам 0083: Память о Звёздной пыли») — научно-фантастическое аниме, выпущенное в формате OVA студией Sunrise; часть серии Gundam. Первая часть, содержащая две 30-минутных серии, была выпущена в Японии 23 мая 1991. 29 августа 1992 года вышел фильм Mobile Suit Gundam 0083: The Last Blitz of Zeon. Дизайном персонажей занимался Тосихиро Кавамото, а дизайном роботов — Сёдзи Кавамори и Хадзимэ Катоки.
Сюжетно аниме находится между Mobile Suit Gundam и сериалом Zeta Gundam.

## Сюжет
Действие происходит в октябре-ноябре 0083 года Вселенского века, через три года после завершения Однолетней войны. Главными героями является команда корабля «Альбион» Федерации Земли, которая пытается вернуть мобильную броню, украденную войсками Зиона. Два прототипа Гандама, RX-78 GP01 Zephyranthes и GP02A Physalis, были доставлены на базу в Австралии для тестирования. Анавель Гато среди ночи забирает GP02A, оснащённый ядерным оружием. Ко Ураки, пилот Zephyranthes, должен найти врага и предотвратить новую кровавую бойню. Флотилия Делаза готовится к операции «Звёздная пыль», чтобы уничтожить Федерацию.

## Список серий
| №  | Название                                                                       | Премьера в Японии     |
| -- | ------------------------------------------------------------------------------ | --------------------- |
| 01 | Gundamjack «Gandamu Godatsu» (ガンダム強奪)                                    | 23 мая 1991 года      |
| 02 | Endless Pursuit «Owarinaki Tsuigeki» (終わりなき追撃)                          | 27 июня 1991 года     |
| 03 | Into Battle, Albion! «Shutsugeki Arubion» (出撃アルビオン)                     | 22 августа 1991 года  |
| 04 | Attack and Retreat on the Burning Sand «Nessa no Kōbōsen» (熱砂の攻防戦)       | 26 сентября 1991 года |
| 05 | Gundam, to the Sea of Stars «Gandamu, Hoshi no Umi he» (ガンダム、星の海へ)    | 24 октября 1991 года  |
| 06 | The Warrior of Von Braun «Fon Buraun no Senshi» (フォン・ブラウンの戦士)       | 21 ноября 1991 года   |
| 07 | With Shining Blue Fire «Aoku Kagayaku Honō de» (蒼く輝く炎で)                  | 20 февраля 1992 года  |
| 08 | Conspiracy Sector «Sakubō no Chūiki» (策謀の宙域)                              | 23 апреля 1992 года   |
| 09 | The Nightmare of Solomon «Soromon no Akumu» (ソロモンの悪夢)                   | 21 мая 1992 года      |
| 10 | Colliding War Zones «Gekitotsu Sen'iki» (激突戦域)                             | 21 июня 1992 года     |
| 11 | La Vie En Rose «Ra Bi An Rōzu» (ラビアンローズ)                                | 21 августа 1992 года  |
| 12 | Assault on the Point of No Return «Kyōshū, Soshi Genkaiten» (強襲、阻止限界点) | 24 сентября 1992 года |
| 13 | A Storm Raging Through «Kakenukeru Arashi» (駆け抜ける嵐)                      | 24 сентября 1992 года |

## Роли озвучивали
| - Рё Хорикава — Ко Ураки - Рэй Сакума — Нина Пёрплтон - Акио Оцука — Анавель Гато - Тикао Оцука — Адмирал Эйфар Синапс - Масаси Сугавара — Лейтенант Саус Бёрнинг - Киёси Кобаяси — Агилль Делаз - Такэси Ватабэ — Полковник Джон Ковен - Хидэюки Танака — Грин Уайт - Тэссё Гэнда — Келли Лейзнер - Юко Кобаяси — Латуэрра - Ёсихару Ямада — Чак Кейт - Кадзуэ Икура — Мора Башт - Ёсукэ Акимото — Дик Аллен - Тосиюки Морикава — Рабан Карц - Тяфурин — Бернард Монша - Дайсукэ Гори — Баск Ом - Кадзухико Кисино — Иван Пасаров - Кодзи Тотани — Альфа Бейт - Мари Масиба — Сима Гарахо - Томомити Нисимура — Джамитов Хайман - Юдзи Микимото — Чап Адель - Аруно Тахара — Адамски - Дайки Накамура — Акрам Харида | - Эйсукэ Ёда — Питер Пёрплтон - Гиндзё Мацуо — Аллойз Мозли - Хирохико Какэгава — Детроф Косель - Каэ Араки — Симона - Коити Хасимото — Бикок - Масахару Сато — Боб - Масако Кацуки — Люсетта Одеви - Масами Кикути — Скотт - Масару Икэда — Нойен Биттер - Минору Инаба — Вилли Градолл - Миюки Итидзо — Крена Хасель - Наоки Макисима — Уильям Моррис - Наоко Мацуи — Пола Гулиш - Нобуо Тобита — Кариус - Осаму Итикава — Осалливан - Осаму Сака — Марнери - Рюдзи Накаги — Доризе - Син Аомори — Хасслер - Синъя Отаки — Накаха Накато - Такаси Тагути — Гайли - Ёку Сиоя — Ник Орвилль - Ёсико Сакакибара — Хаман Карн - Юдзи Фудзисиро — Стефан Хэпбум |

## Манга
Mobile Suit Gundam 0083: Stardust Memory Мицуру Кадои (1992) была опубликована Kodansha в 2006 году в составе Gundam Short Story 2.
Mobile Suit Gundam 0083: Heroes of Stardust за авторством Масафуми Мацууры издавалась в 2000—2001 годах в журнале Dengeki Daioh, всего было два тома.
Перезапуск Mobile Suit Gundam 0083: Rebellion регулярно выходил c 2014 года в журнале Gundam Ace, сюжет придумал Такаси Иманиси, иллюстратором выступил Масато Нацумото. К 2023 году Kadokawa Shoten издала 18 томов.

## Выпуск на видео
Mobile Suit Gundam 0083: Stardust Memory сначала вышел на 12 LaserDisc от Bandai. В 1992 году издан фильм The Last Blitz of Zeon. В 2000 году появились 4 DVD. В 2002 году их выпустила Bandai Entertainment в США. Формат — 1,33:1 (4:3), звук — Dolby Digital 5.1. 
IGN оценил первый диск на 8 из 10 баллов, подчеркнув, что это выглядит почти так же хорошо, как 0080: War in the Pocket, за исключением нескольких сцен, где встречаются размытие цвета, пятна и макроблоки. Второй диск получил 7 баллов из-за проблем с качеством видео. Среди дополнений выделяется короткая побочная история The Mayfly of Space с участием Симы, где показана другая её сторона, которая не раскрывается в основном сюжете. В некоторых важных сценах фоновая музыка звучит громче диалогов. По мнению DVD Talk, единственная жалоба заключалась в том, что контраст мог быть глубже, но это связано с источником, а не с проблемой трансфера. Стандартный полноэкранный режим хорошо выглядит для бюджетной анимации. Никаких артефактов и подчёркивания контуров не замечено. Положительно отмечены пятиканальный звук (английский и японский с субтитрами), сведение, диалоги и эффекты, а также симфонический саундтрек. Дополнительные материалы: двусторонняя обложка, выбор серий и глав, энциклопедия мобильной брони, трейлеры к Escaflowne, Jin-Roh, «С любовью, Хина» и Betterman. С точки зрения 2002 года цены были высокими: четыре диска по 30 долларов. До покупки DVD можно было вспомнить о том, что сериал транслировал Cartoon Network. Выпуск предназначается для фанатов Gundam. Итоговая оценка — «рекомендовано». Возрастной рейтинг — от 12 лет по решению FSK в Германии, Австралийская аттестационная комиссия присвоила PG. 
Anime Jump выделил японское озвучивание, прежде всего, Рё Хорикаву и Акио Оцуку. Нарекания получил посредственный дубляж Zro Limit Productions & Animaze. Английские титры, предположительно, были взяты со старых видеокассет, выпущенных во времена сайта AnimeVillage.com, поглощённого Bandai. Отсутствовала информация об актёрах дубляжа. Жалобы поклонников касались переигрывания и переписанных диалогов. После отличного издания The 08th MS Team это вызвало разочарование. Однако, проблема со звуком решалась, если в настройках выбирался японский язык с субтитрами. Кроме того, Bandai Entertainment получила реставрированное видео с оригинальной плёнки, поэтому чёткость была достойной. Необходимо упомянуть, что завершающая песня «Magic» плохо исполнялась на английском. Позже в сериале её заменили на «Evergreen». 
Диски снова выходили в Японии в 2006 (5.1ch DVD-Box занял 7 место в чарте Oricon) и 2011 годах (серия G-SELECTION, автор обложки — Кодзи Сугиура). В случае 2006 года была ремастированная версия. Аудиокомментарии предоставили
Рё Хорикава, Рэй Сакума, Акио Оцука, Такаси Иманиси, Ютака Идзубути и Хирофуми Кисияма (менеджер Bandai по выпуску Gunpla). Иллюстрацию коробки сделал Хадзимэ Катоки, а внутреннюю обложку — Тосихиро Кавамото, Сёдзи Кавамори и Мика Акитака. Прилагались 16-страничная книжка 5.1ch Edition Production Guide с интервью режиссёра и комментариями о процессе ремастеринга, а также 20-страничная галерея изображений для LaserDisc и фильма.
В 2016 году сериал был издан Bandai Visual на Blu-ray и получил 6 место в чарте Oricon. Соотношение сторон прежнее — 1,33:1, а звук оказался улучшен — Dolby TrueHD 5.1 и LPCM 2.0. Но покупатели обнаружили ошибки в кодировании видео и обратились в компанию. Сотрудники Bandai ответили, что сбой не является «неполадкой», скорее это «феномен», случившийся, когда они преобразовывали оригинал в HD для выпуска DVD. Таким образом, в исправлении было отказано. Комплект стоил 25 тысяч иен. В дополнениях появилась следующая история Симы — The Mayfly of Space 2. Также доступны опенинг и эндинг без титров, интервью режиссёра Такаси Иманиси, новые аудиокомментарии сэйю Рё Хорикавы, Акио Оцуки, Мари Масибы, Масаси Сугавары и Рэй Сакумы, 106-страничная книга, манга The Mayfly of Space Масато Нацумото. Обложку коробки нарисовал Хадзимэ Катоки.
В США компания Right Stuf на фестивале Anime Expo 2016 анонсировала Blu-ray Gundam 0083 (сериал и фильм), но выход состоялся в 2017 году. Двухчасовая компиляция кратко рассматривает 13 серий, вторая половина в основном посвящена финальной битве. Это предназначалось для тех, кто хотел получить представление о релизе без просмотра OVA, либо освежить память, но в таком случае пришлось бы пропустить большинство приключений. Короткометражные выпуски Mayfly of Space сосредоточены на Зионе, что ещё больше стирает грань того, кто такие «хорошие парни». Первая часть была включена в LaserDisc. В Gundam 0083 Cима Гарахо являлась порочной и жестокой женщиной без объяснения причин. Как и следовало ожидать, фанаты изначально презирали её, но всё изменилось, когда они увидели предысторию. Вторая часть по сравнению с оригинальной анимацией 1990-х годов очень разочаровывает и явно сделана с минимальным бюджетом.
В 2020 году Bandai издала Blu-Ray с OVA в рамках серии «Библиотека Гандама Вселенского века». В Великобритании в продажу поступила коллекционная версия в кейсе от Anime Limited, тираж был ограничен. Кроме дисков, внутри также находились постер и карточки.
Фильм Mobile Suit Gundam 0083: The Last Blitz of Zeon в Японии выпускался отдельно: на DVD в 2009 году в честь 30-летия франшизы, на Blu-ray в 2011 году в формате 1,33:1 и со звуком LPCM 2.0, а также в 2019 году в серии «Библиотека Гандама Вселенского века», где присутствовал цифровой архив руководства к предыдущему релизу. В 2022 году прошла трансляция на официальном YouTube-канале Gundam.

## Музыка
Начальные композиции:
- «The Winner», в исполнении Мики Мацубары (2—7 серии)

- «Men of Destiny», в исполнении MIQ (8—12 серии)

Завершающие композиции:
- «Magic», в исполнении Джейкоба Уилера (1—7 серии)

- «Evergreen» («Вечно юный»), в исполнении MIQ (8—13 серии)

Прочие композиции:
- «Back to Paradise», в исполнении Мики Мацубары (1 и 6 серии)

Саундтрек был полностью выпущен Victor Entertainment на двух компакт-дисках в 1992 году и переиздан в 2006 году как «новая версия».
В 1999 году вышел альбом 20th Anniversary Concert Symphonic Gundam 1979~1998, где «Evergreen» исполнял Токийский филармонический оркестр (дирижёр — Кадзумаса Ватанабэ).
В 2006 году «The Winner» сыграл Ричи Коцен на диске Ai Senshi ZxR.
В 2010 году песни из сериала и фильма оказались на втором диске сборника Gundam 30th Anniversary Gundam Songs 145.
В 2014 году Нами Тамаки записала кавер-версию «Men of Destiny» в альбоме NT Gundam Cover.
В 2019 году «Men of Destiny» была включена в первую часть компиляции Mobile Suit Gundam 40th Anniversary Best Anime Mix, а «The Winner» во вторую.
В 2020 году «Men of Destiny» перепела Хироко Моригути (Хироми Ханамура) в альбоме Gundam Song Covers 2.

## Компьютерные игры
В 1996 году вышла стратегия Mobile Suit Gundam 0083: Stardust Operation для PC-98, разработанная и изданная компанией Family Soft.
0083 также присутствовал в Another Century's Episode 2 (2006), сериях Super Robot Wars (например, в X-Ω в 2019 году) и Dynasty Warriors: Gundam (третья часть). Другие выпуски: Gundam Versus (2017), Gundam Arsenal Base (2022). Из персонажей много раз появлялись Анавель Гато и Ко Ураки.

## Критика и отзывы
Джонатан Клементс и Хелен Маккарти в энциклопедии написали, что видеосериалы 0080: War in the Pocket и 0083: Stardust Memory заполнили пробелы в продолжении оригинального Gundam и ликвидировали разрыв с Zeta Gundam. Следуя шаблону, не менее предсказуемому, чем Time Bokan, в Stardust Memory есть Анавель Гато — переделанная версия Чара и Ко Ураки — дерзкий и молодой Амуро Рэй, который невольно втянут в заговор с целью уничтожить Землю, но делает всё возможное, чтобы предотвратить катастрофу, в результате он осуждён военным трибуналом и заключён в тюрьму, однако выпущен на свободу из-за политических махинаций.
В 2021 году сайт ITmedia провёл опрос «Какой персонаж вам нравится в Mobile Suit Gundam 0083?». В результате Анавель Гато занял первое место, а Сима Гарахо — второе. Ко Ураки оказался на четвёртой позиции. Goo Ranking поместил Нину Пёрплтон на 10 место в рейтинге самых шокирующих предателей в аниме. Otaku USA дал сериалу 7 место в топ-20 лучших аниме Gundam по мнению читателей. В списке 24 лучших аниме Gundam, составленном CBR, 0083: Stardust Memory получил 16 место. 
Синъитиро Ватанабэ заметил, что к началу производства отточил и улучшил свои навыки, это придавало больше уверенности. Тем не менее, он не занимался сюжетом и всегда был расстроен, потому что хотел сделать сериал по-своему. Естественно, что у всех сотрудников возникло много вопросов насчёт концовки, они не понимали, зачем Ко нужна Нина, которая уже предала его. Поклонники и в начале 2020-х годов жаловались Ватанабэ на завершение Gundam 0083, но он отвечал им, что был всего лишь режиссёром эпизодов, работал до 12-й серии и не имел никакого отношения к финалу.
Anime Jump положительно оценил, подчеркнув, что в линии Вселенского века есть хорошие выпуски. 0083: Stardust Memory не разочарует зрителей при условии, что они интересуются Гандамом. Но если им не нравится оригинальный сериал или The 08th MS Team, то велика вероятность, что и этот тоже. Рецензент отметил, что впервые познакомился с франшизой: это заставило понять, что кругозор был недостаточно широк. Предубеждения касательно меха-аниме основывались на слабых релизах, которые выходили в США. Отсюда возрастало желание увидеть больше. Вселенский век — это серьёзный Гандам. Как написано в обзоре The 08th MS Team, «красивых мальчиков с симпатичными роботами не бывает». Речь идёт о мужестве и борьбе, дополненных мелодрамой. Там всегда важны персонажи. В производстве участвовали талантливые люди: Тосихиро Кавамото, Сёдзи Кавамори, Синъитиро Ватанабэ и Хиротоси Сано. Этому коллективу удалось создать сериал, который великолепно смотрится спустя десять лет после его выпуска в Японии. Сюжет хорошо сложённый и захватывающий. Несмотря на сходство Гато и Ураки с Чаром и Амуро, они отличаются мотивацией, навыками и характером. Богатство образов заставляет возвращаться во вселенную Gundam.
Согласно обзору Forbes, одним из лучших аспектов OVA вселенной Gundam является то, что они, как правило, представляют собой хорошие самостоятельные истории, которые могут познакомить зрителей со сложным миром франшизы. Тем не менее, сериал углубляется в содержание оригинального Mobile Suit Gundam, поскольку Федерация тайно нарушает запрет на ядерное оружие. 0083 должен был объединить две работы, но сделал это своеобразно. Данный подход возвращает к предыдущей OVA, 0080: War in the Pocket. Там избегали понятия ньютайпов, хотя они бегло упоминались, но не были непосредственной частью сюжета. Рассказывалась человеческая история войны, а с техникой обращались более реалистично и безжалостно. Sunrise как будто отошла от методов Ёсиюки Томино и обратилась к Рёсукэ Такахаси, а именно к Fang of the Sun Dougram, Armored Trooper Votoms и Blue Comet SPT Layzner. Gundam 0083 также игнорирует ньютайпов, есть явные отсылки на Такахаси: одного из персонажей зовут Келли Лейзнер. Stardust Memory заложил основу выпусков Sunrise 1990-х годов, кульминацией чего стал Cowboy Bebop. Серьёзные проблемы есть только в двух случаях: сюжетная линия Нины Пёрплтон и музыкальный плагиат. Сцена в конце сериала не имеет смысла: Ко и Нина каким-то образом становятся бывшими любовниками, хотя в первой серии ясно, что он ей не нужен. Это очень надоедает и раздражает годами. Помимо саундтреков Джеймса Хорнера, среди заимствований — «Космическая одиссея 2010» Дэвида Шира. Положение спасают песни, исполненные MIQ, а также прочие треки, которые не скопированы из других источников.
Anime News Network назвал 0083: Stardust Memory для краткости Top Gundam, не просто потому, что вступительная песня «The Winner» звучит подозрительно, как «Danger Zone» и композитора Мицуо Хагиту обвинили в плагиате. Скорее, типичная и узнаваемая атмосфера конца 1980-х годов очень похожа на американский фильм «Лучший стрелок» (создатели признались, что он был главным источником вдохновения). Оба произведения представляют собой «военные истории о крутых парнях, полные адреналина», где идёт соревнование «утереть нос противнику», есть любовный треугольник прямо из средней школы, а главный герой не так собран, храбр и уверен в своей мужественности, как думается на первый взгляд. Ко Ураки — одержимый Гандамом новичок. 19-летний парень может похвастаться мастерством пилотирования, но «сохраняет детское отвращение к моркови». Он вынужден быстро повзрослеть, когда враг проникает на базу Федерации и угоняет экспериментальный GP02A. 13-серийная OVA посвящена «приливам и отливам» в настроении Ко. Он энергичен, когда мотивирован, и «тормозит», когда угрюм: от смешных неудачных попыток соблазнить инженера Нину Пёрплтон до соперничества с неподражаемым Бернардом Моншей и юношеского открытия, что война намного серьёзнее, чем «мериться членами», как считалось раньше. История взросления благодаря эмоциональному состоянию молодого человека передаёт послание «война — это плохо», что бы ни случилось. Визуально OVA — продукт своего времени и вызывает ностальгию, особенно по «Лучшему стрелку». С точки зрения меха-дизайна, Гандамы не являются чем-то особенным, но есть несколько уникальных и красивых доспехов Зиона, в первую очередь, мобильная броня Neue Ziel. В музыкальном плане сериал звучит знакомо: так же, как саундтрек Gundam F91 напоминал «Звёздные войны», многие композиции из Gundam 0083 похожи на «Мозговой штурм» и «Славу» Джеймса Хорнера. После напряжённого боевика развязка становится разочарованием. Конец к подводит к основанию Титанов и призван объяснить, как Федерация превращается из героической организации Вселенского века в достойную осуждения. Ко же стал чуть старше, немного умнее, но не лучше или хуже, чем был раньше. Сюжет касался любви и войны, однако, как и в реальной жизни, всё закончилось неудовлетворительно. Тем не менее, как и с «Лучшим стрелком», получилось мощное развлечение.